# Росянка линейная
Росянка линейная, или Росянка тонколистная (лат. Drosera linearis) — многолетнее травянистое растение, вид рода Росянка (Drosera) семейства Росянковые (Droseraceae). Произрастает в районе Великих озёр Северной Америки в Канаде и США, включая Мичиган и Монтану. Обычно она не более 10 см в высоту.

## Описание
Росянка линейная — травянистое многолетнее растение. Длинные линейные листья покрыты волосками с железистыми кончиками. Листья образуют прикорневые розетки шириной 6-15 см. Стебли (прилистники) шириной 5 мм без волосков. Листовые пластинки имеют линейную форму, длину 1-6 см и ширину 1,5-3 мм, края покрыты волосковидными желёзками. Цветоносы не имеют волосков, длиной 6-13 см, заканчиваются 1-4 белыми цветками. Цветки имеют ширину 6-8 мм с обратнояйцевидными лепестками. Плоды — семенные коробочки 4-5 мм, после созревания содержат чёрные, продолговато-обратно-яйцевидные или ромбовидные семена длиной 0,5-0,8 мм. Семена густо и нерегулярно испещрены углублениями.

Росянка линейная
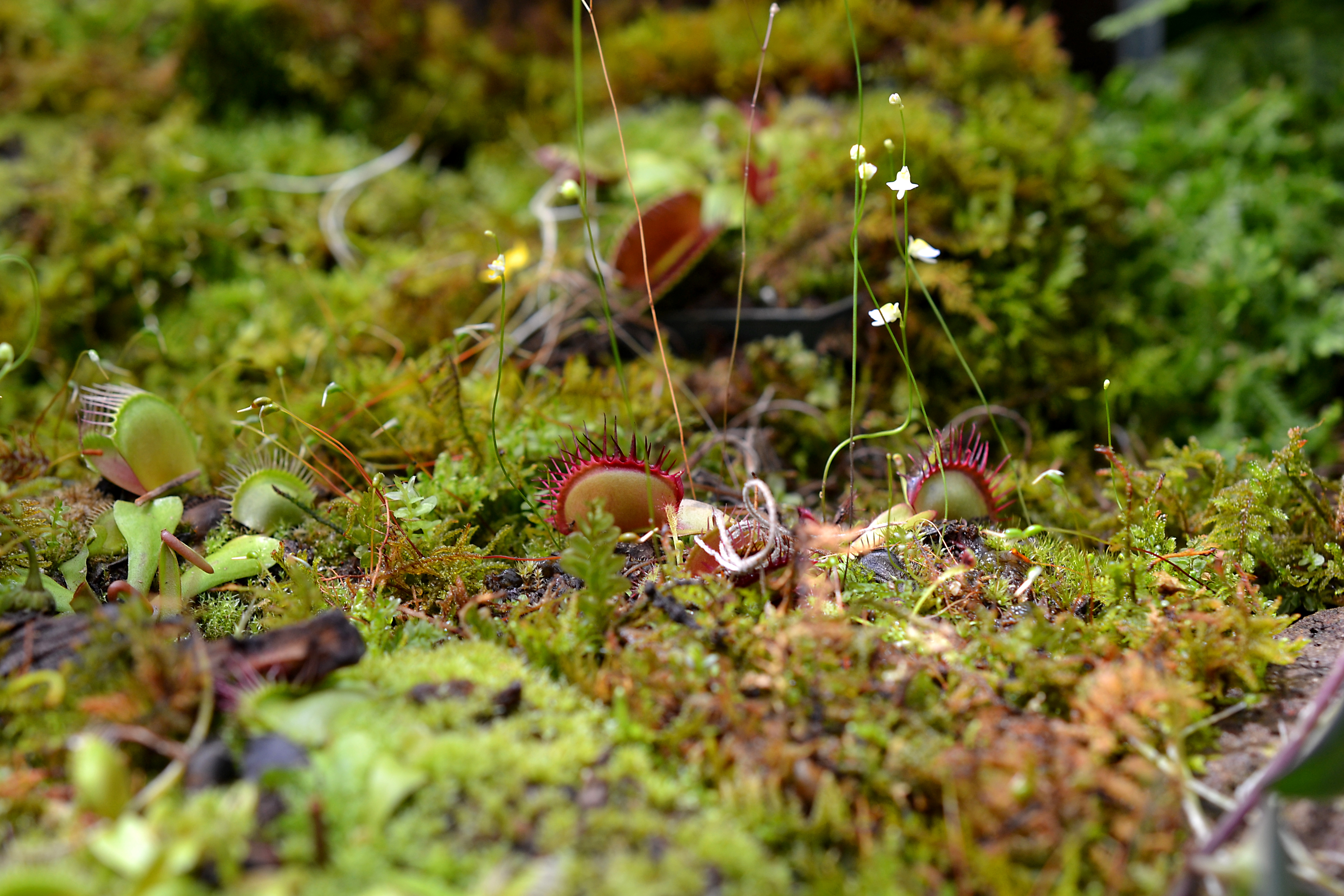
В Ботаническом саду Сан-Франциско
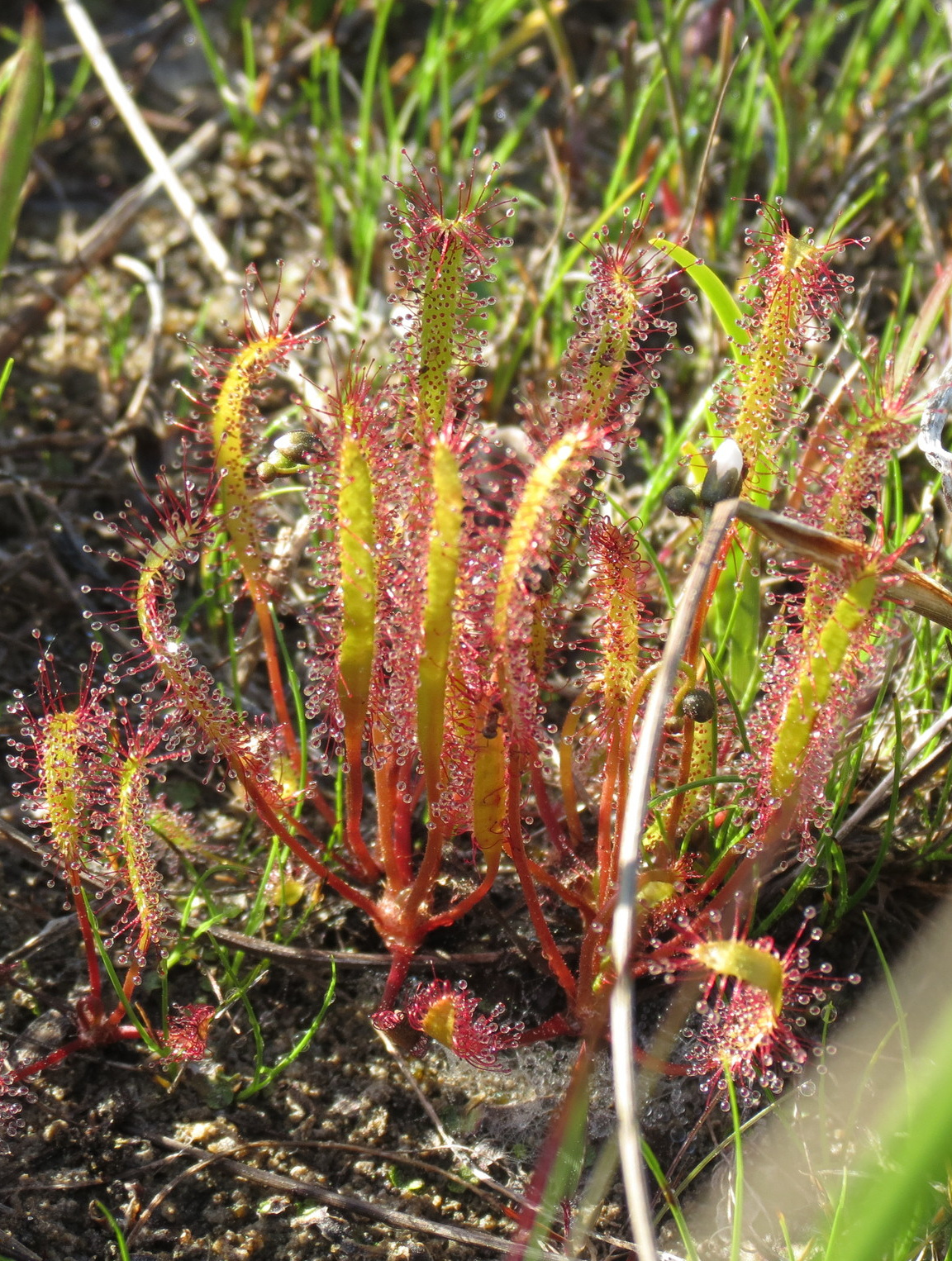
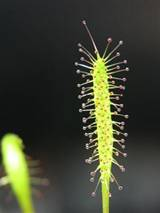
Линейная пластина

## Ареал и местообитание
Ареал вида сосредоточен вокруг региона Великих озёр с разбросанными популяциями в западной Канаде и приморских провинциях. Он редок на большей части своего ареала и только локально обычен в определенных местообитаниях. Встречается в отдалённых торфяниках в северо-западной и северной центральной части Миннесоты, где растёт в богатой минеральными веществами воде, берущей начало из грунтовых вод или с близлежащих возвышенностей. Из-за своей редкости и ограниченных местообитаний вид занесён в список находящихся под угрозой исчезновения видов в Миннесоте.